# Kościół św. Michała Archanioła i Wniebowzięcia Najświętszej Maryi Panny w Kiekrzu
Kościół świętego Michała Archanioła i Wniebowzięcia NMP w Kiekrzu – kościół rzymskokatolicki znajdujący się przy ulicy Chojnickiej 41 w poznańskim Kiekrzu, na wzgórzu wysokości 93 m n.p.m.

## Historia
Pierwszą świątynię zbudowano w Kiekrzu prawdopodobnie w XII wieku. Kolejną, gotycką, konsekrował bp Jakub Brzeźnicki w 1591. Trzeci kościół (obecny) powstał w latach 1767–1770. Fundatorką była właścicielka Kiekrza – Marianna Zakrzewska. Wieża kościelna (późnobarokowa) zapaliła się w 1855, a odbudowano ją w 1865 – mierzy 31 metrów i stanowi punkt orientacyjny. Biała fasada kościoła z wysoką wieżą jest widoczna z wielu części Poznania i okolic. Hełm i opierzenia wieży wykonano z blachy miedzianej. W latach 1940–1945 świątynia odgrywała rolę magazynu. Renowacje nastąpiły po 1945 i w 1970 roku.

## Wyposażenie i obiekty towarzyszące
Kościół posiada rokokowe ołtarze i ambonę, a także kopię obrazu Rafaela Santi, przedstawiającą Michała Archanioła. Przy wejściu wmurowano dwie tablice:
- upamiętniającą Edwarda Nawrota (1947–2005) – proboszcza kierskiego, historyka, profesora Uniwersytetu Kardynała Stefana Wyszyńskiego w Warszawie,
- grobową Franciszki z Zakrzewskich Skórzewskiey Generałowy.

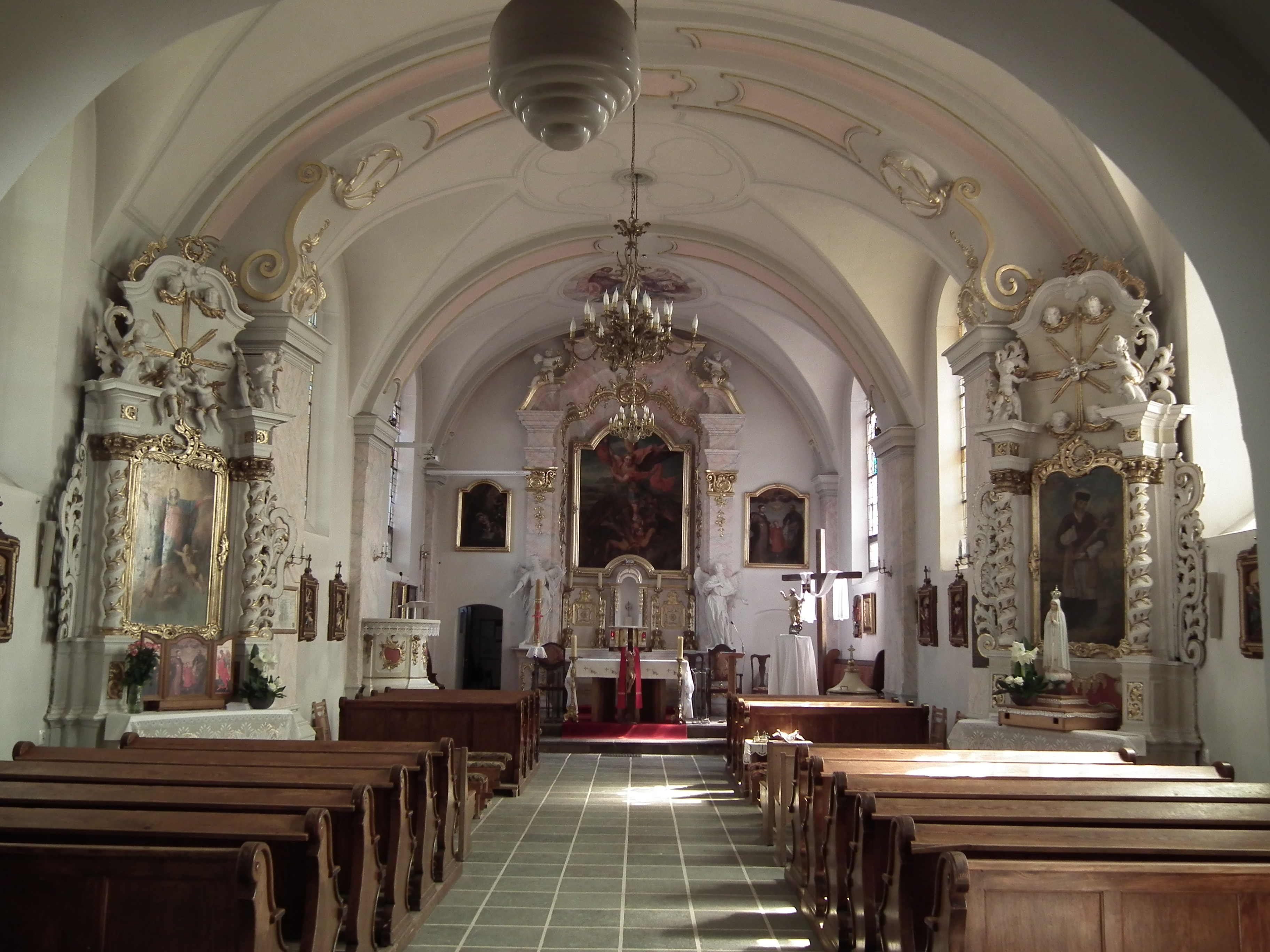
Wnętrze

Przed kościołem stoi pomnik Jana Pawła II, odsłonięty 1 maja 2011. Poniżej – w ciągu schodów ku centrum Kiekrza – wzniesiono pomnik Ku uczczeniu poległych w I wojnie światowej 1914-1918, Powstaniu wielkopolskim 1918-1920, w II wojnie światowej 1939-1945. Obiekt postawiła parafia Kiekrz w 1929. Remont nastąpił w 1974. Na tablicach wymieniono nazwiska poległych. Obok kościoła znajdują się dwa grobowce: Stock-Jesse'ów i Przyłuskich herbu Lubicz. Ten pierwszy grobowiec wyposażony jest w stary zamek wyprodukowany przez Ślusarnię Artystyczną i Budowlaną St. Żuromski Poznań.
Na północnej zewnętrznej ścianie kościoła umieszczono tablicę grobową Nepomuceny z Przyłuskich Godlewskiej (1797–1833).
Na krzyżu misyjnym umieszczone są następujące daty misji świętych: 16-23.11.1947, 3-10.11.1957, 20-27.11.1966, 21-28.11.1971, 31.7., 7.8., 10.8.1977, 27.9.5.10.1997, 21-29.09.2013